# 哈德斯菲爾德站
哈德斯菲爾德站（英語：Huddersfield railway station）是位於英國英格蘭西約克郡城市哈德斯菲爾德的一座火車站。這座車站由第一奔寧特快管理。車站建築修建於1846年至1850年期間，為新古典主義風格建築，也是英國的一級保護建築。

## 外部連結
- "St George's Square down the Years", The Examiner, including images of Huddersfield railway station, 11 September 2012